# Siphona pauciseta
Siphona pauciseta là một loài ruồi trong họ Tachinidae.